# William Empson
Sir William Empson (n. 27 septembrie 1906 - d. 15 aprilie 1984) a fost un poet și critic literar englez.
Lirica sa intelectualistă oscilează între ermetism și simbolism.
A studiat la Cambridge, apoi a predat în Japonia și China.

## Opera
- 1935: Poeme ("Poems");
- 1940: Furtuna ("The Gathering Storm");
- 1930: Șapte tipuri de ambiguitate ("Seven Types of Ambiguity");
- 1938: Poezie pastorală engleză ("English Pastoral Poetry");
- 1951: Structura cuvintelor complexe ("The Structure of Complex Words");
- 1961: Dumnezeul lui Milton ("Milton's God").